# Дистанционный монтаж
Дистанционный монтаж — вид монтажа при сборке фильма. Его основоположником является монтажер Людмила Петровна Волкова, которая вела курс монтажа во ВГИКе. Главной чертой данного монтажа является оппозиция советским монтажным теориям 1920-х годов: основным при сборке фильма нужно считать не склеивание или столкновение опорных кадров вместе, а их расклеивание или создание дистанции.

## Основные принципы
Самый известный практик дистанционного монтажа Артавазд Пелешян признаёт связь дистанционного монтажа с монтажными теориями Вертова и Эйзенштейна.
Для дистанционного монтажа критерием отбора материала является не фактическое содержание кадров, а образное звучание, его выразительность, способность передавать обобщение. Съёмки реальных фактов могут дополняться постановочными съёмками.
Несмотря на неписаные правила монтажа, Пелешян А. А. говорит о том, что крупный план можно непосредственно монтировать с общим планом без перехода на средний. Крупный план в дистанционном монтаже предназначен не для рассмотрения тех или иных деталей, а для передачи обобщающего образа, который несёт в себе бесконечную символику.
Изображение и звук в таком виде монтажа выражают единый образ, единую мысль, единое эмоциональное ощущение, они должны быть неразделимы. Звук должен выполнять идейную и образную функцию, он не может быть дополнением к изображению. 
Главным способом выражения мысли для Пелешяна является монтаж. Часть фильма не может быть изменена без изменения всей пропорции фильма и композиционного времени. Основной чертой и отличием дистанционного монтажа от монтажных теорий 1920-х годов является постулат о том, что главный акцент монтажной работы — это не «стыковка», а «расстыковка», не склеивание кадров, а их расклеивание. Пелешян в своих работах между двумя опорными монтажными кусками, которые несут важную смысловую нагрузку, создаёт дистанцию при помощи некоего количества монтажных звеньев, поэтому такой вид монтажа называется дистанционным. Сам автор теории считал, что при таком способе построения фильма достигается более глубокое выражение смысла, чем при непосредственном склеивании. В таком строении фильма легко можно заметить элементарный повтор, но суть метода не сводится только к повтору, а к приданию фильму поэтической завершённости. Опорные кадры имеют связь не только между собой, они помогают смысловому развитию тех кадров, которыми они окружены и с которыми не имеют прямой связи. Каждый раз опорные кадры появляются в разном контексте, режиссёр может смонтировать и эти контексты при помощи повторения опорных кадров.
Дистанционный монтаж может строиться на изобразительных или звуковых элементах, но сам Пелешян стремился строить монтаж на соединениях изображения и звука для превращения фильма в подобие живого организма.
Отличительной особенностью такого монтажа является то, что монтажная связь строится не только между отдельными элементами, но и между совокупностями элементов. Пелешян А. А. называет это блочным принципом дистанционного монтажа. Такие блоки, с одной стороны, выявляют конкретность темы, а с другой стороны, придают теме характер незавершённости. Разные темы в разных частях фильма, благодаря блочному взаимодействию, становятся противоположными гранями единого процесса.
Автор теории анализирует монтажные подходы Вертова и Эйзенштейна и называет их системами авторского миропонимания для измерения и оценки снятого материала, свой же способ монтажа Пелешян характеризует как киносистему или кинометод для измерения системы авторского понимания.
Главное в дистанционном монтаже Пелешян А. А. характеризует так: «Дистанционный монтаж придаёт структуре фильма не форму привычной монтажной „цепи“ и даже не форму совокупности различных „цепей“, но создаёт в итоге круговую или, точнее говоря, шарообразную вращающуюся конфигурацию».

## Критика и последователи
Именно Франция является центром признания творчества армянского режиссёра, Серж Даней первым опубликовал перевод программной статьи Пелешяна в Trafic, это стало толчком для изучения теории дистанционного монтажа киноведами всего мира. Дистанционный монтаж оказал огромное влияние на поздние фильмы Годара. Также учеником Пелешяна называет себя Годфри Реджио.